# Енджі Скервінґ
Енджі Скервінґ (англ. Angie Skirving, 1 лютого 1981) — австралійська хокеїстка на траві.
Олімпійська чемпіонка 2000 року, учасниця 2004, 2008 років.
Переможниця Ігор Співдружності 2006 року, бронзова призерка 2002 року.
Переможниця Трофею чемпіонів 2003 року, срібна призерка 2005 року, бронзова призерка 2000, 2001 років.
Срібна призерка Чемпіонату світу з хокею на траві серед жінок 2006 року.